# Johann Franz Xaver Sterkel
Johann Franz Xaver Sterkel (Würzburg, 3 dicembre 1750 – Würzburg, 12 ottobre 1817) è stato un compositore e pianista tedesco.

## Biografia
Studiò all'Università di Würzburg e nel 1778 divenne cappellano e musicista alla corte di Magonza. Visse a Ratisbona (dal 1802 al 1810), poi ad Aschaffenburg, e infine si ritirò a Würzburg nel 1815.
Inizialmente Sterkel era organista a Neumünster. Nel 1774 è stato nominato prete. Si trasferì a Magonza e divenne cappellano di corte, ma visitò l'Italia come pianista dal 1779 al 1782. Dopo una visita in Italia nel 1782, dove incontrò padre Martini, ritornò a Magonza, diventando direttore musicale della Philharmonisches Staatsorchester Mainz nel 1793.
Dal 1793 al 1797 fu Kapellmeister a Magonza. Quando la cappella si sciolse andò a Würzburg, a Ratisbona e infine ad Aschaffenburg, dove servì il Granduca di Francoforte.
Dal 1810 al 1814, come compositore produttivo e di successo scrisse principalmente musica instrumentale, inclusi concerti e sinfonie, musica da camera con tastiera solistica, sonate per pianoforte e duetti per pianoforte.
Molte delle sue sonate hanno una liricità e una struttura musicale libera che ricorda Franz Schubert. Tra le sue composizioni vocali c'è un'opera italiana (Napoli, 1782), arie italiane, canzoni e lieder tedeschi. Le sue composizioni e il suo modo di suonare (che colpì Beethoven nel 1791) contribuì allo sviluppo di un idioma pianistico.

## Composizioni
- Opera Farnace (1782);
- 24 sinfonie, due overtures per orchestra;
- 6 concerti per pianoforte;
- Quartetti d'archi, quartetti per pianoforte, 6 trii per archi, 6 duetti per violino e viola;
- Sonate per pianoforte solo e duetti, pezzi per pianoforte, variazioni;
- Canzoni tedesche, italiane; Duetti vocali.